# Wasilijok
Wasilijok (ros. Василёк; Wasilok) – radziecki film animowany z 1973 roku w reżyserii Stielli Aristakiesowej.
Film wchodzi w skład serii płyt DVD Animowana propaganda radziecka (cz. 2: Faszystowscy barbarzyńcy).

## Fabuła
Chłopiec imieniem Wasilijok szuka swojego dziadka Wasilija Pietrowa, który był żołnierzem. Pewnego dnia wyruszył on na wojnę i od tamtej pory nie wrócił już do domu. Niestety nikt nie może mu pomóc. Chłopiec wierzy, że zobaczy jeszcze dziadka. W końcu widzi wspaniały statek nazwany na cześć wielkiego bohatera wojennego, którym był jego dziadek – Wasilij Pietrow.
Po drugiej wojnie światowej w ZSRR wciąż obawiano się odrodzenia hitlerowskich Niemiec. Dlatego też filmy propagandowe z tego okresu, m.in. Przygody młodych pionierów, Skrzypce pioniera oraz Wasilijok, wspominają czasy wojny. Film Wasilijok podkreśla, iż obrońcą narodu jest bohater zbiorowy m.in. Armia Czerwona. Wasilij Pietrow, dziadek Wasilijoka, żołnierz Armii Czerwonej został pokazany jako wielki bohater narodowy, który zginął w walce z faszystami. Jego imieniem i nazwiskiem nazwano radziecki statek za jego odwagę i zasługi w wielkiej wojnie ojczyźnianej.

## Obsada (głosy)
- Marija Winogradowa
- Swietłana Charłap
- Nikołaj Grabbie
- Garri Bardin
- Władimir Fierapontow
- Nina Nikitina

## Animatorzy
Władimir Zarubin, Rienata Mirienkowa, Iosif Kurojan, Olga Orłowa, Leonid Kajukow, Oleg Komarow